# Aston Martin DB5
Pour les articles homonymes, voir Aston Martin, DB et 5 (homonymie).
L'Aston Martin DB5 est une voiture de sport GT de luxe du constructeur automobile britannique Aston Martin. Déclinée en coupé et en cabriolet, puis en série limitée break de chasse, réalisée par le carrossier italien Carrozzeria Touring, elle succède à la DB4 et précède la DB6. Elle devient une des voitures les plus célèbres et emblématiques du cinéma en tant que première voiture à gadgets du célèbre agent secret britannique James Bond 007 dans huit films de la saga : Goldfinger (1964), Opération Tonnerre (1965), GoldenEye (1995), Demain ne meurt jamais (1997), Casino Royale (2006), Skyfall (2012), 007 Spectre (2015), et Mourir peut attendre (2020).

## Histoire
Fondée en 1914 par Lionel Martin et Robert Bamford, la société Aston Martin est rachetée en 1947 par David Brown, un industriel, dont les initiales seront à l'origine des modèles « DB » de la marque,.

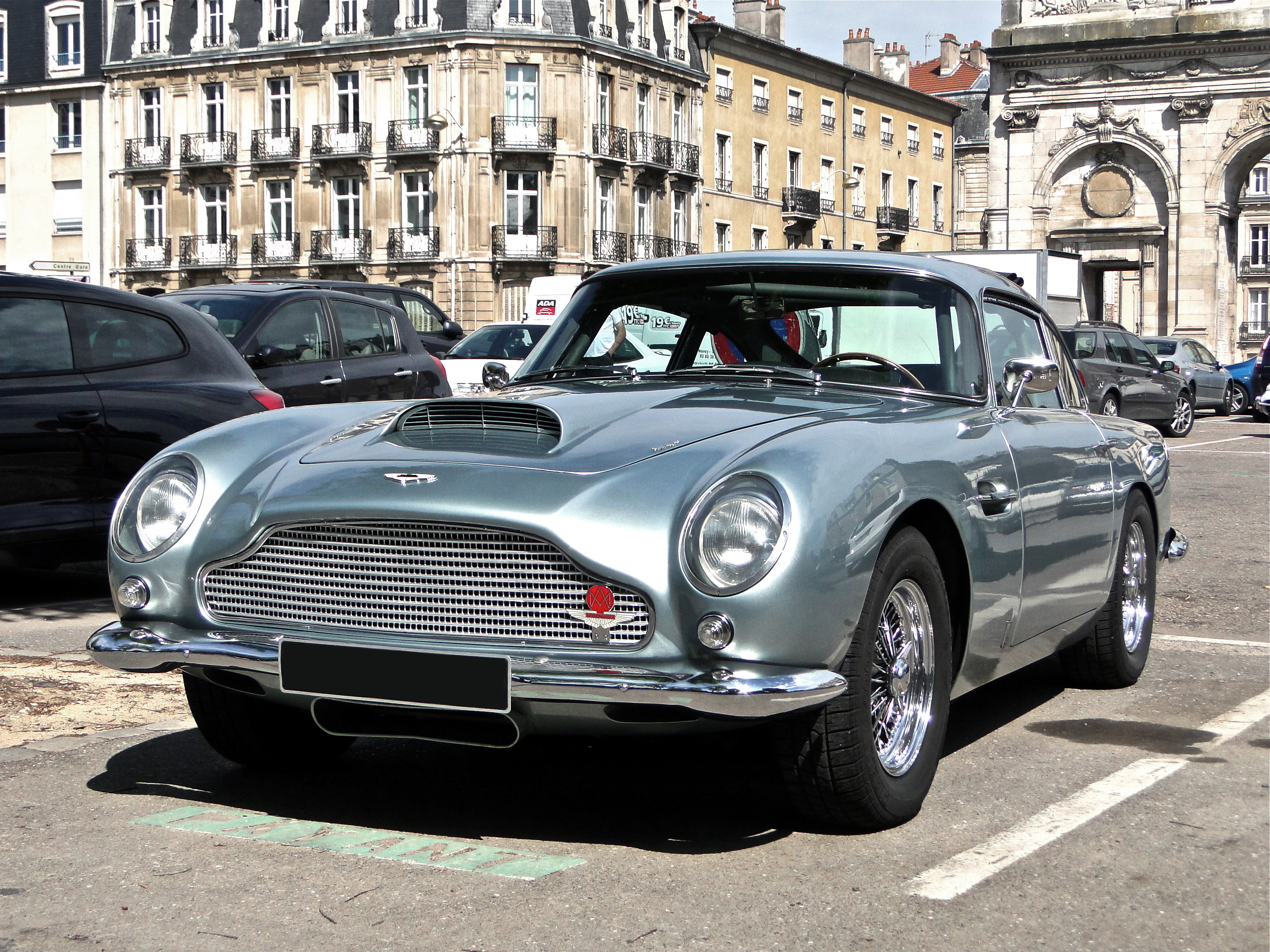
Coupé.
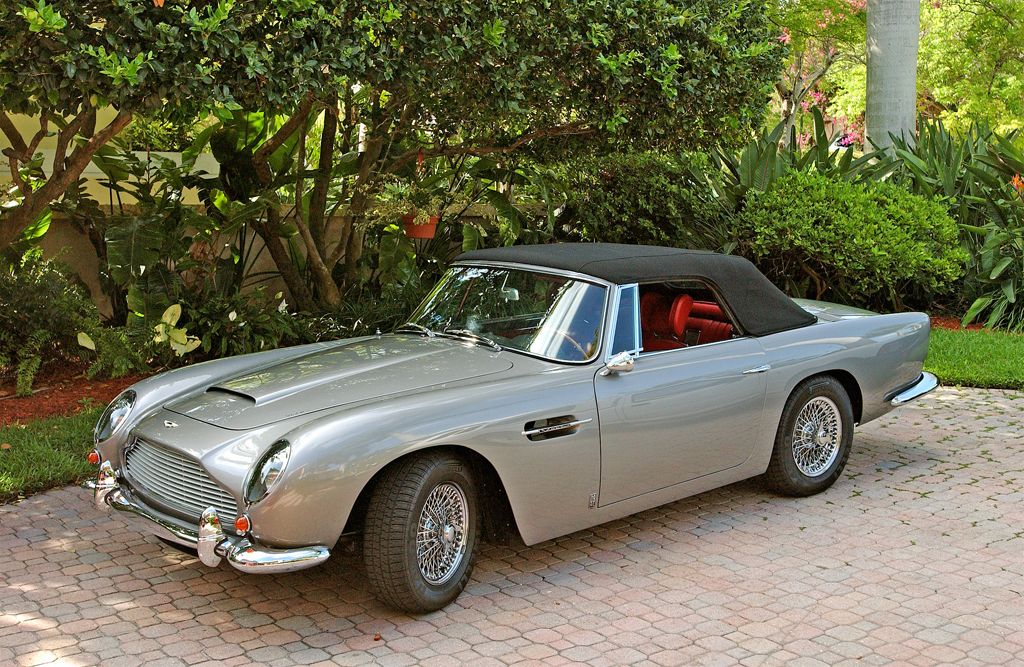
Coupé cabriolet.
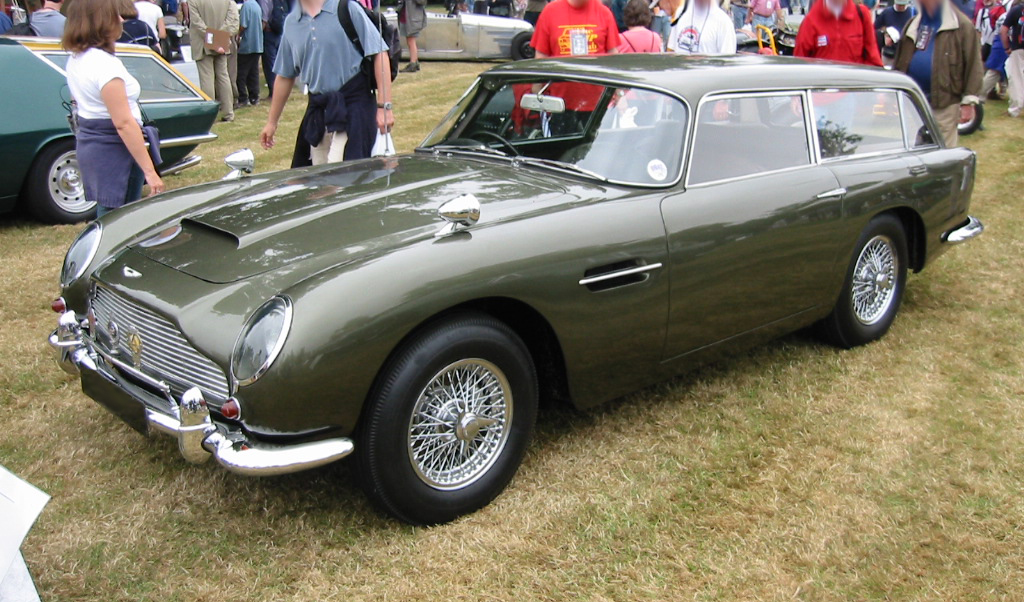
Break de chasse.

David Brown développe des modèles sportifs de luxe, à son image. Ainsi, jusqu'en 1958, différents modèles aux dénominations portant ses initiales sont produits en petites séries. Ces nouveaux modèles bénéficient, auprès d'amateurs avertis fortunés, d'une excellente réputation.

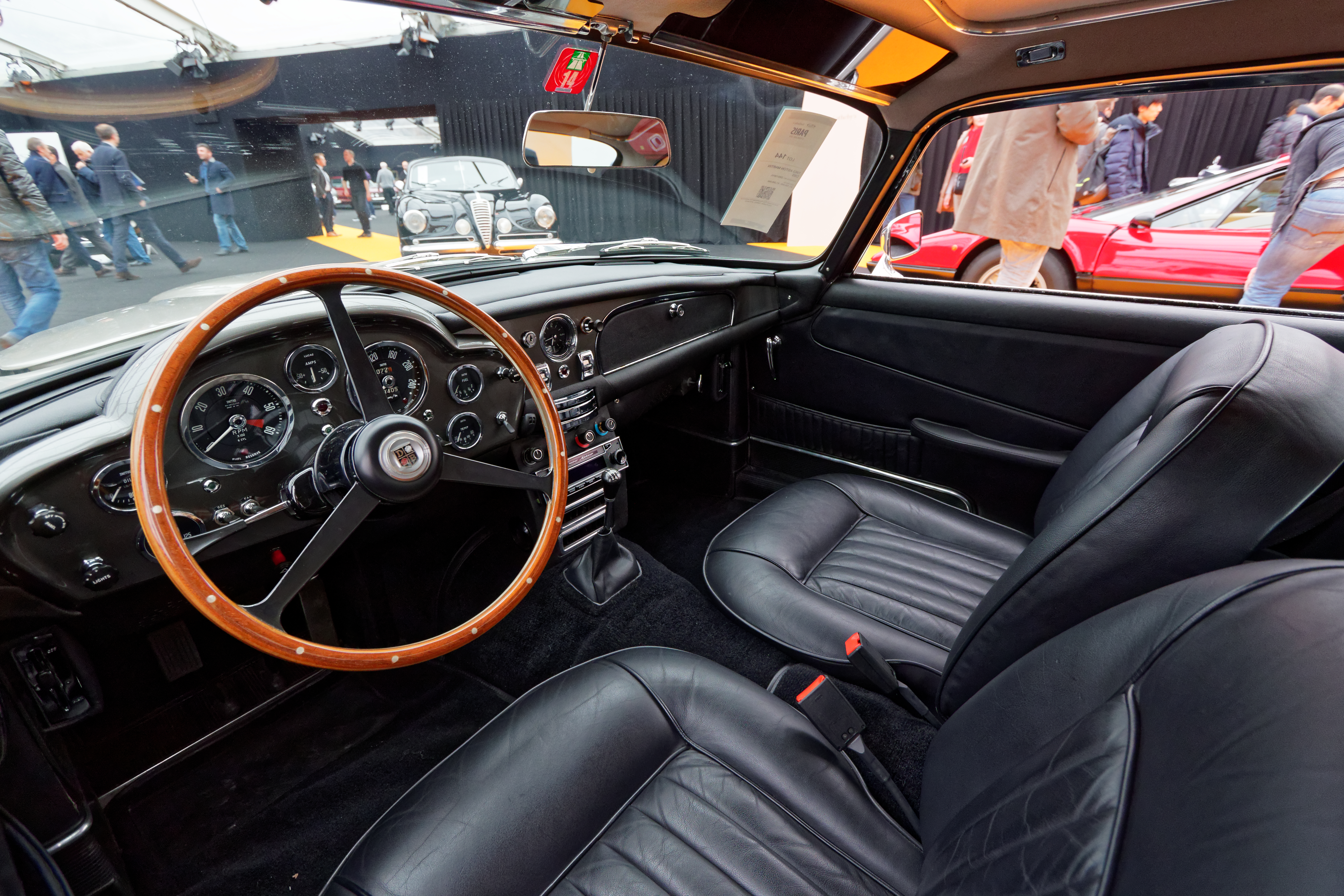
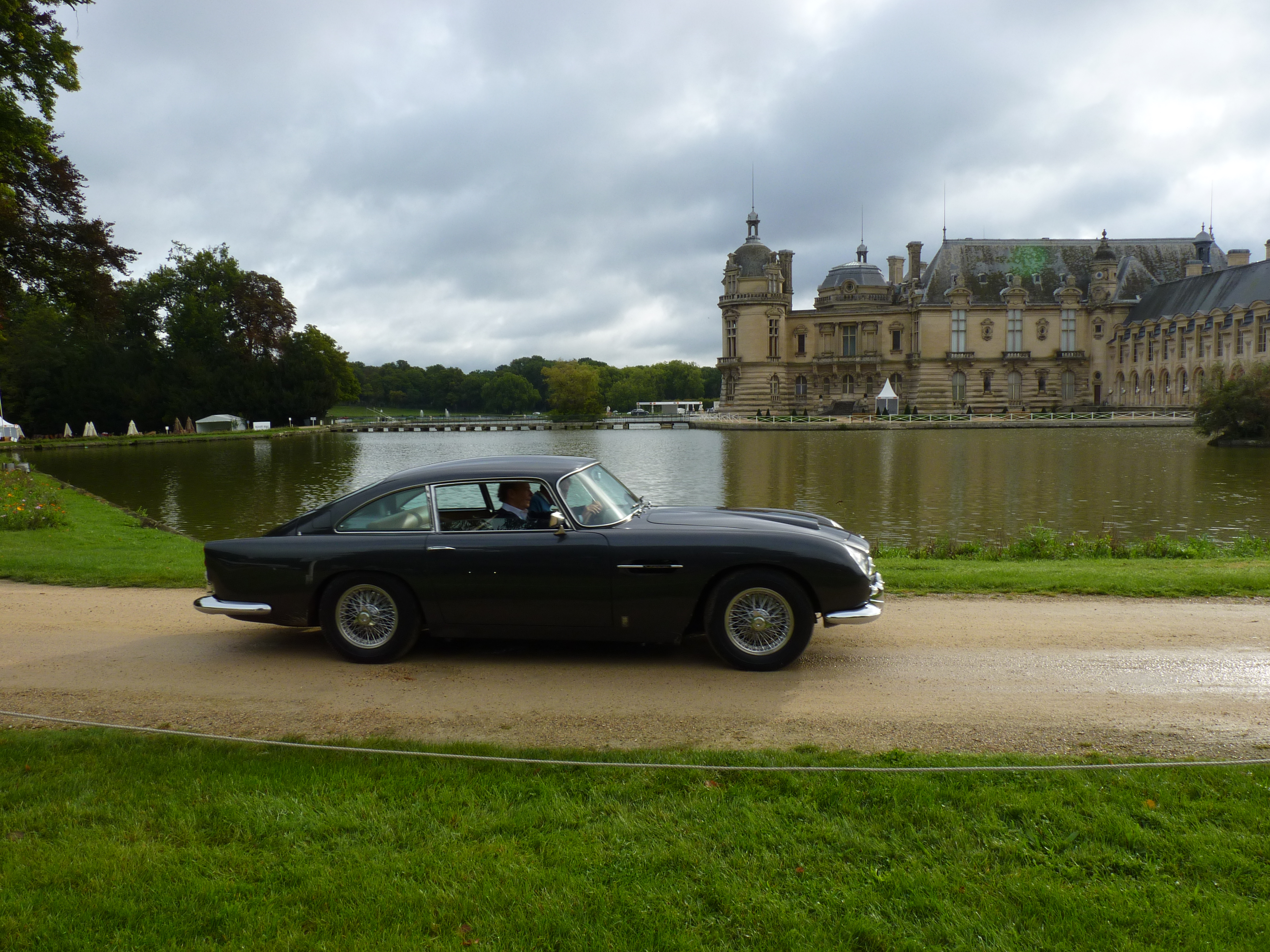
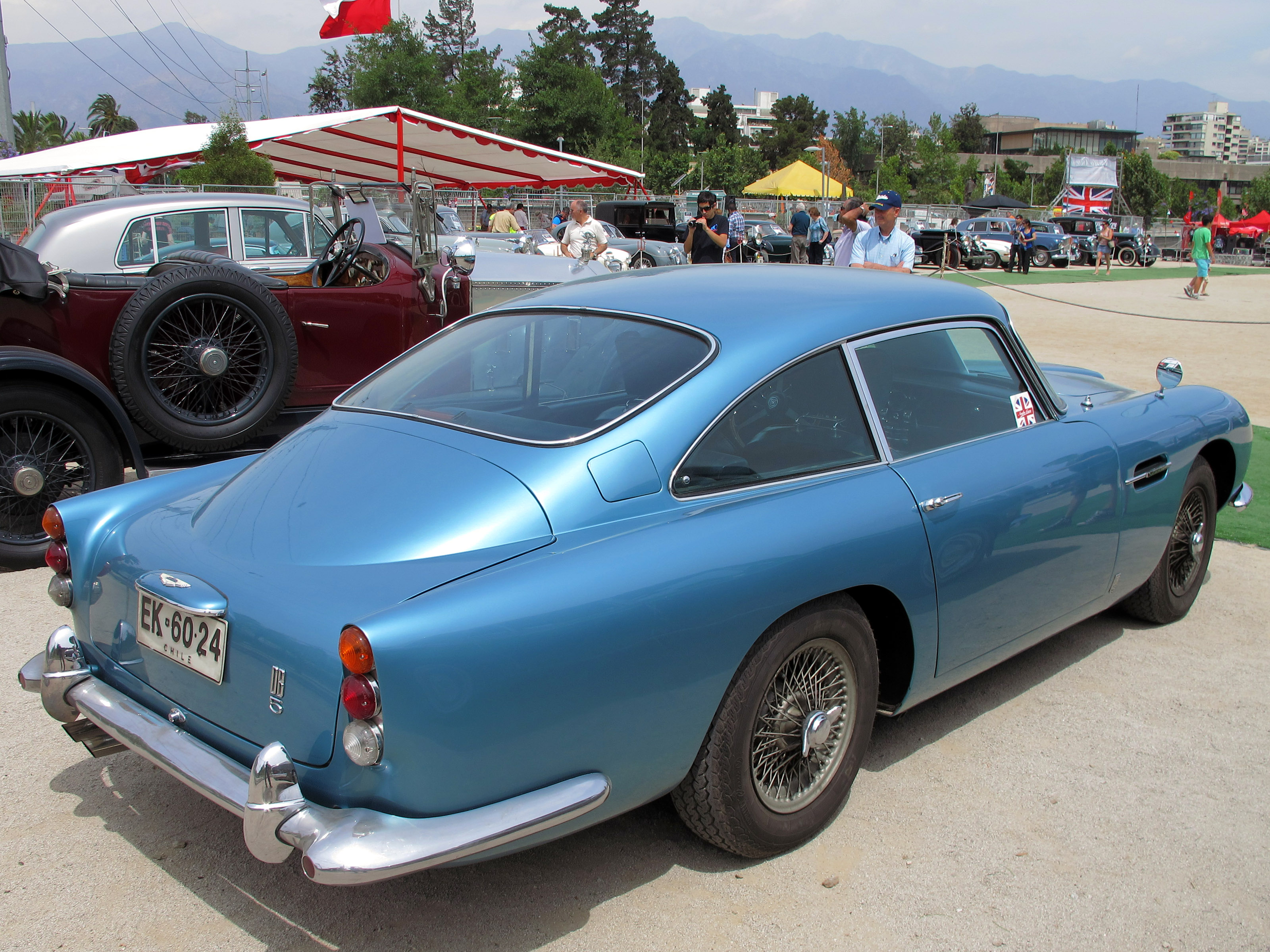

Les victoires en compétition automobiles et la commercialisation de l'Aston Martin DB4 vont inverser la tendance. Il ne manque à la marque qu'une promotion plus large, vers un public plus grand, ce que réalise Brown pour la DB5.

## Origines du projet

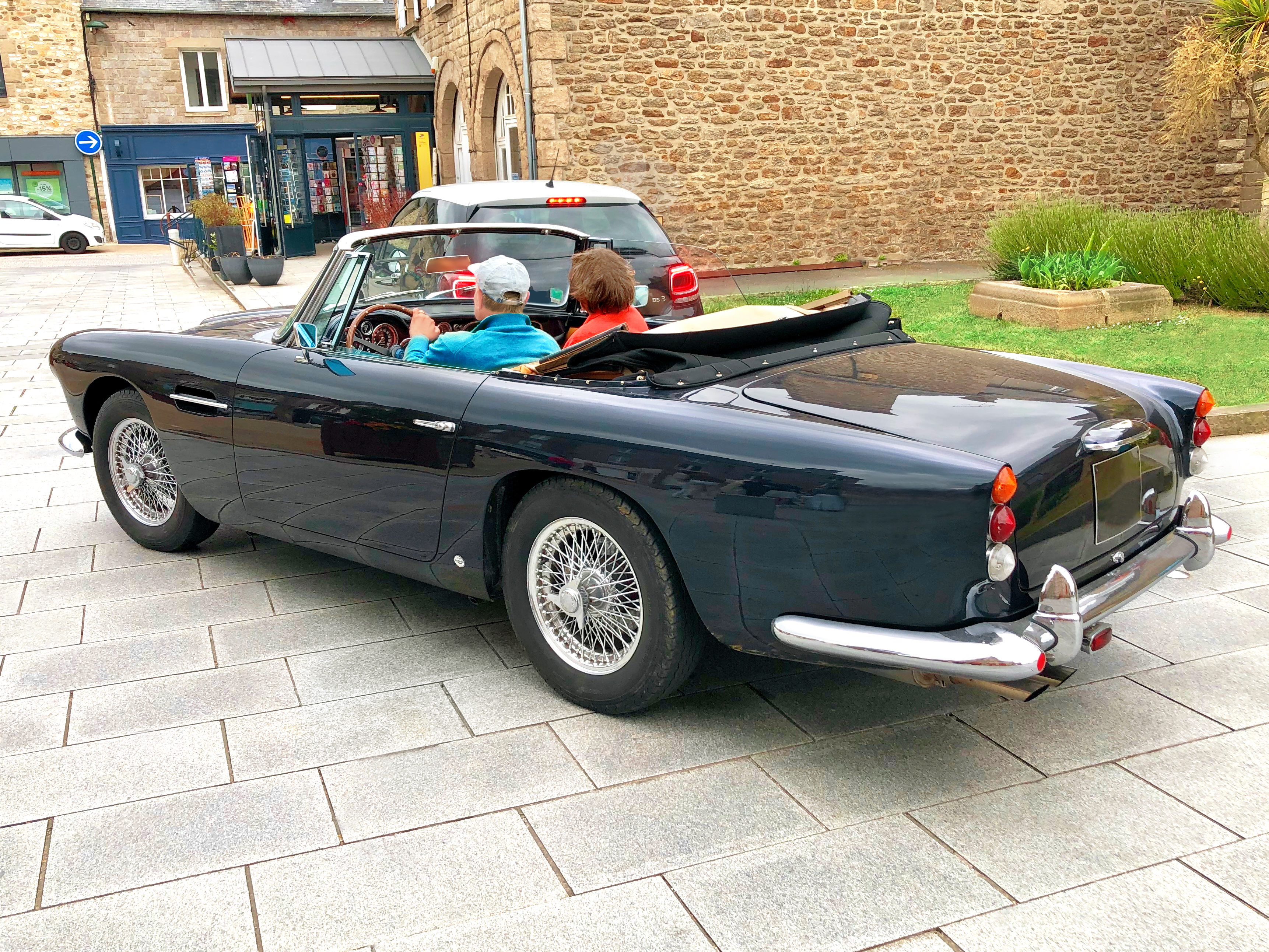
Aston Martin DB5 convertible Superleggera.

Le projet DB5 dirigé par John Wyer fait table rase du passé et affiche la nouvelle ambition du constructeur. Alors que le prototype 114 était déjà très avancé en 1956, l'usine a recours à un maître de la carrosserie italienne pour pallier un manque de créativité. Carrozzeria Touring est chargé de réaliser la carrosserie en aluminium avec son procédé « Superleggera » (super légère).

## Promotion

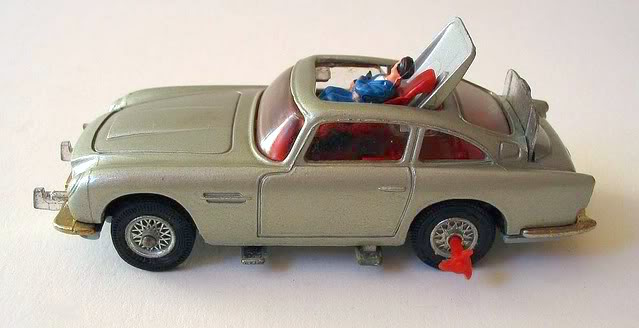
Aston Martin DB5 007 Corgi toys de 1964.

La DB5 de James Bond est à l'origine rouge, mais elle est finalement repeinte dans une couleur appelée « Silver Birch » pour plus de discrétion. Pour les besoins du film, elle est équipée de toute une série de gadgets. La DB5 devint très vite la « voiture de James Bond », grâce à sa présence dans Goldfinger, si bien qu'elle connait un grand succès dans le monde. D'ailleurs, Aston Martin vendit une licence à Corgi Toys qui écoula plusieurs millions de modèles réduits.
La popularité de la marque profite énormément du film, en effet, cette promotion « à grande échelle » éclipse jusqu'à la victoire remportée aux 24 Heures du Mans 1959 par une Aston Martin DBR1, ainsi que le titre de champion du monde des constructeurs conquis la même année.
Un modèle réduit, de la taille d'une voiture à pédales, mais mû par un moteur électrique, a été offert aux enfants de la reine Élisabeth II. Propriété de sa Majesté, celle-ci l'a prêté pour l'exposition Des Jouets et des hommes, présentée en 2011-2012 au Grand Palais, à Paris. En 2020, un même modèle réduit électrique baptisé « DB5 Junior » est commercialisé au prix d'entrée de 39 000 €. Il dispose d'une autonomie de 64 km et peut atteindre la vitesse de 50 km/h.
Ce modèle fait partie d'une collection de dix timbres, baptisée British Auto Legends, éditée en août 2013 au Royaume-Uni par Royal Mail.
En juin 2022, le groupe Lego a annoncé qu'un ensemble de construction de l'Aston Martin DB5 de James Bond serait publié en août 2022 dans le cadre de la gamme Lego Speed Champions,,.

### DB5 de James Bond 007
L'Aston Martin DB5 devient une des voitures les plus célèbres et emblématique du cinéma avec le film britannique Goldfinger, de Guy Hamilton en 1964 (troisième film du célèbre agent secret de l'Empire britannique James Bond 007, avec Sean Connery). Cette première voiture à gadgets du Secret Intelligence Service britannique, est créée par l'expert en effets spéciaux John Stears, inspirée de l'Aston Martin DB Mark III du roman original Goldfinger de 1959 de Ian Fleming.

Aston Martin DB5 de James Bond 007, de Goldfinger, Opération Tonnerre, GoldenEye, Demain ne meurt jamais, Casino Royale, Skyfall, 007 Spectre et Mourir peut attendre
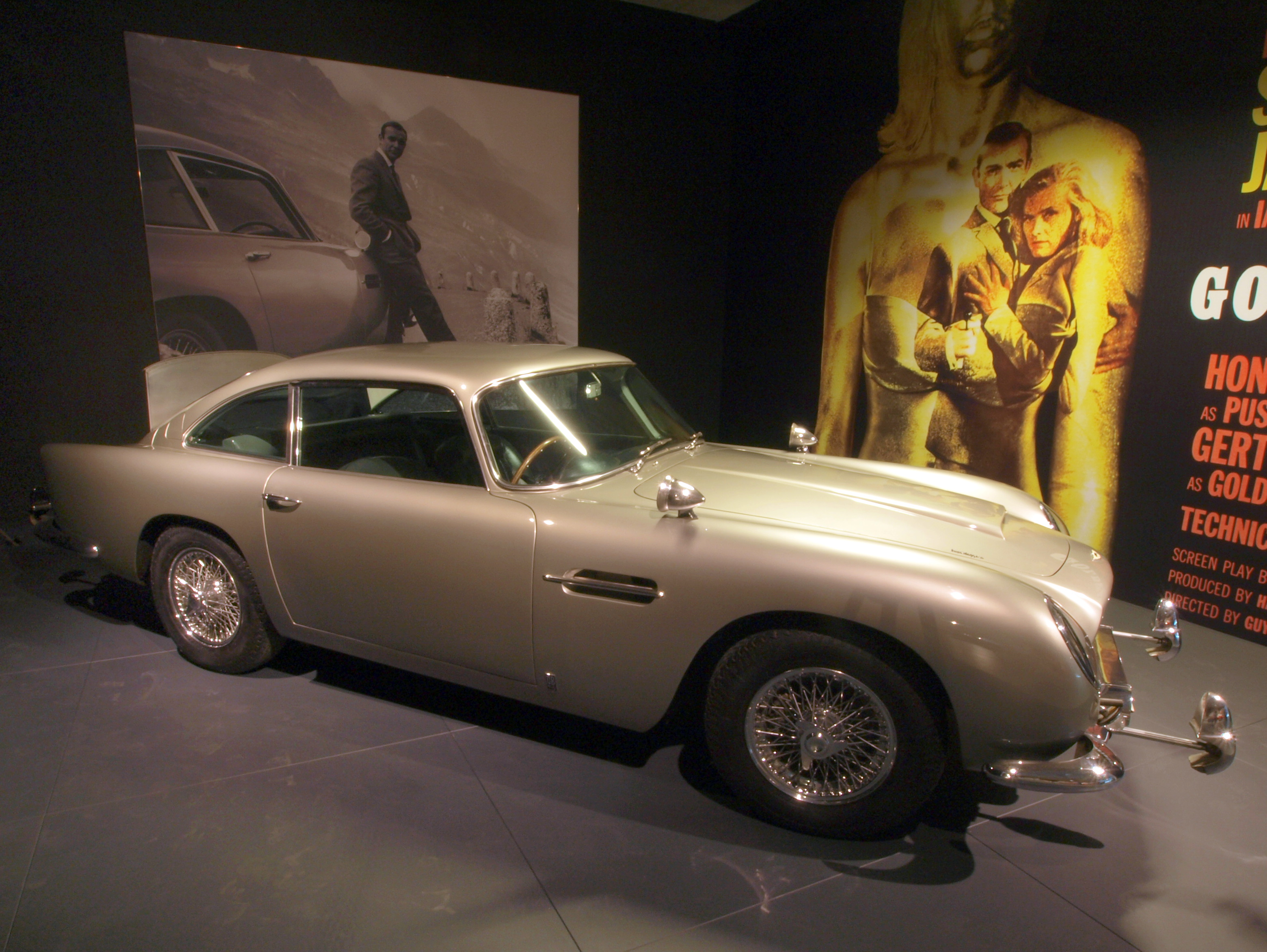
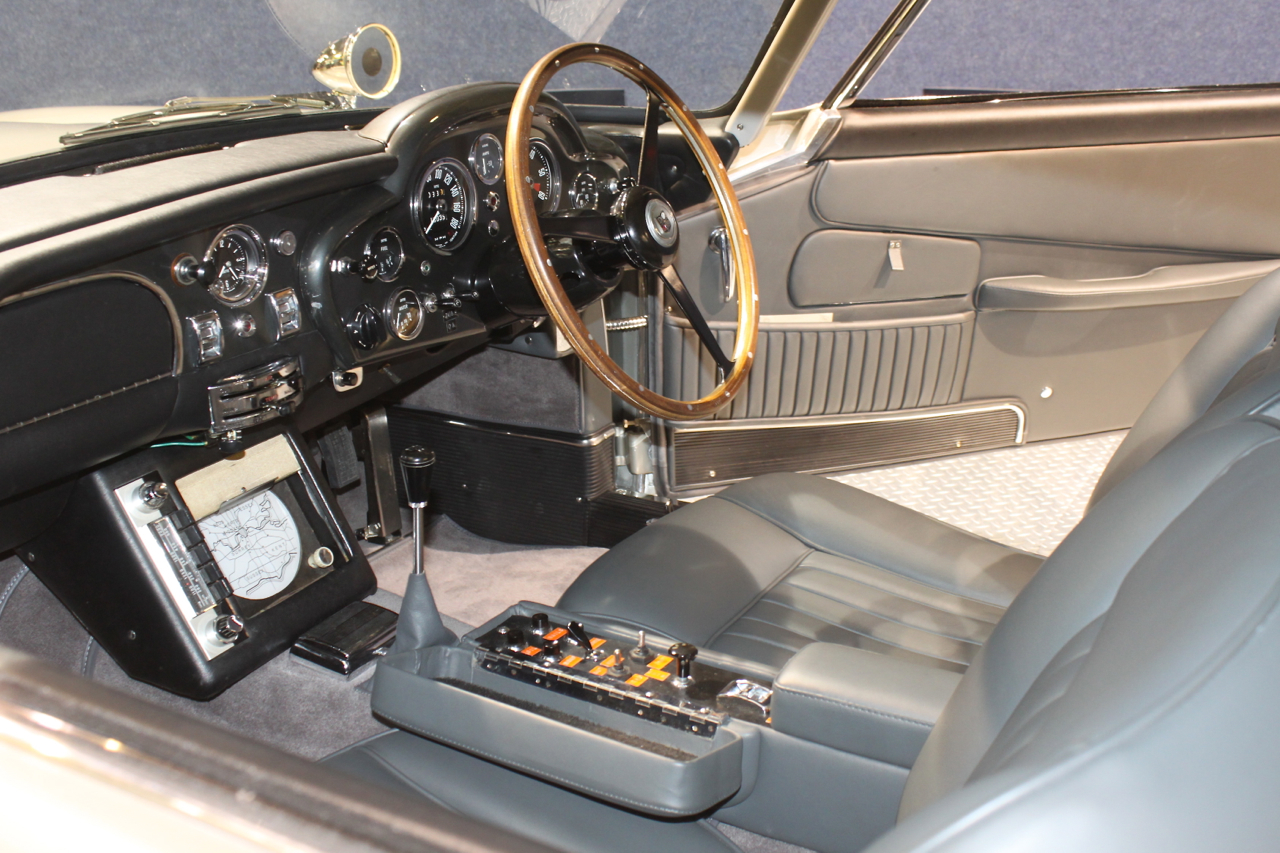
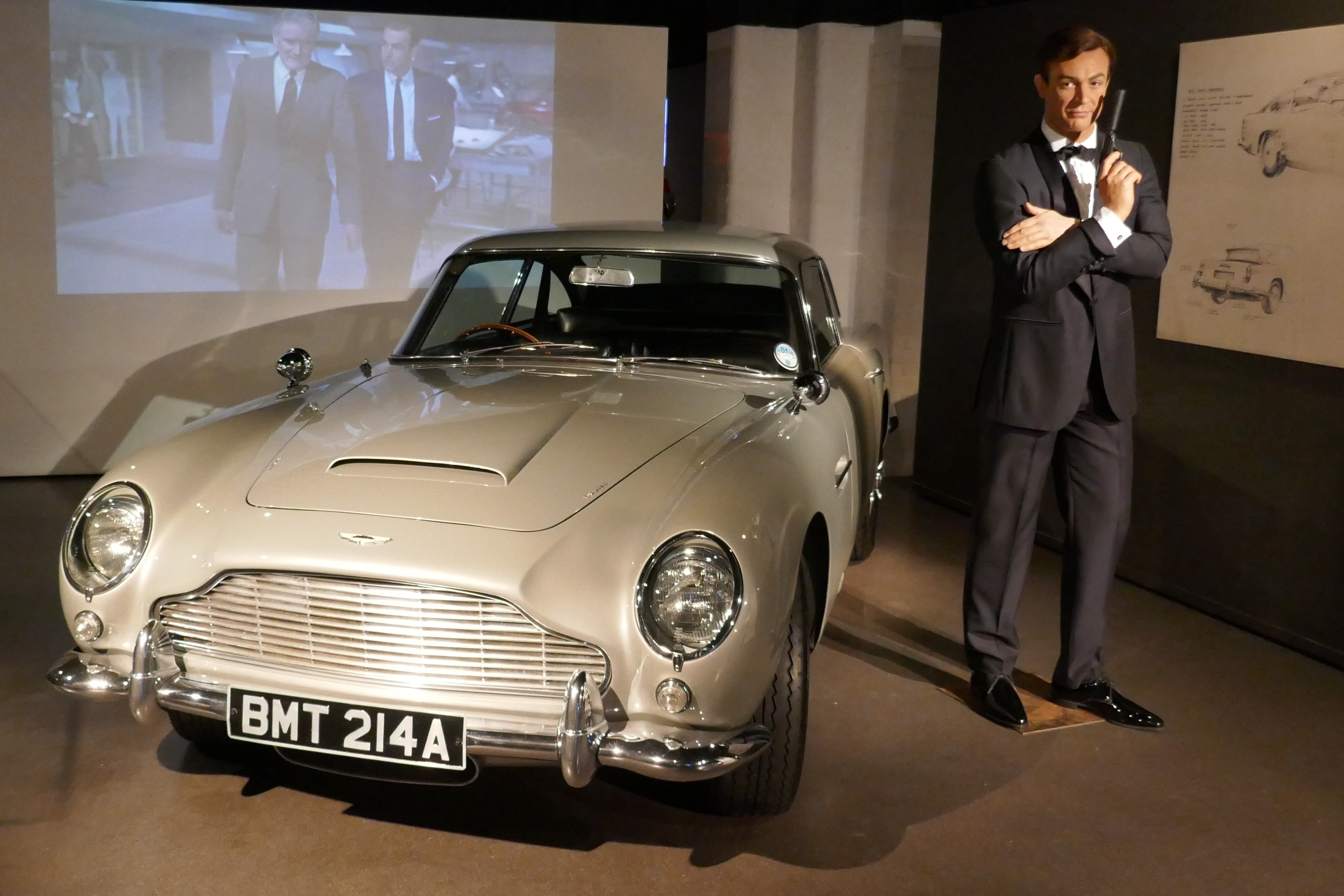
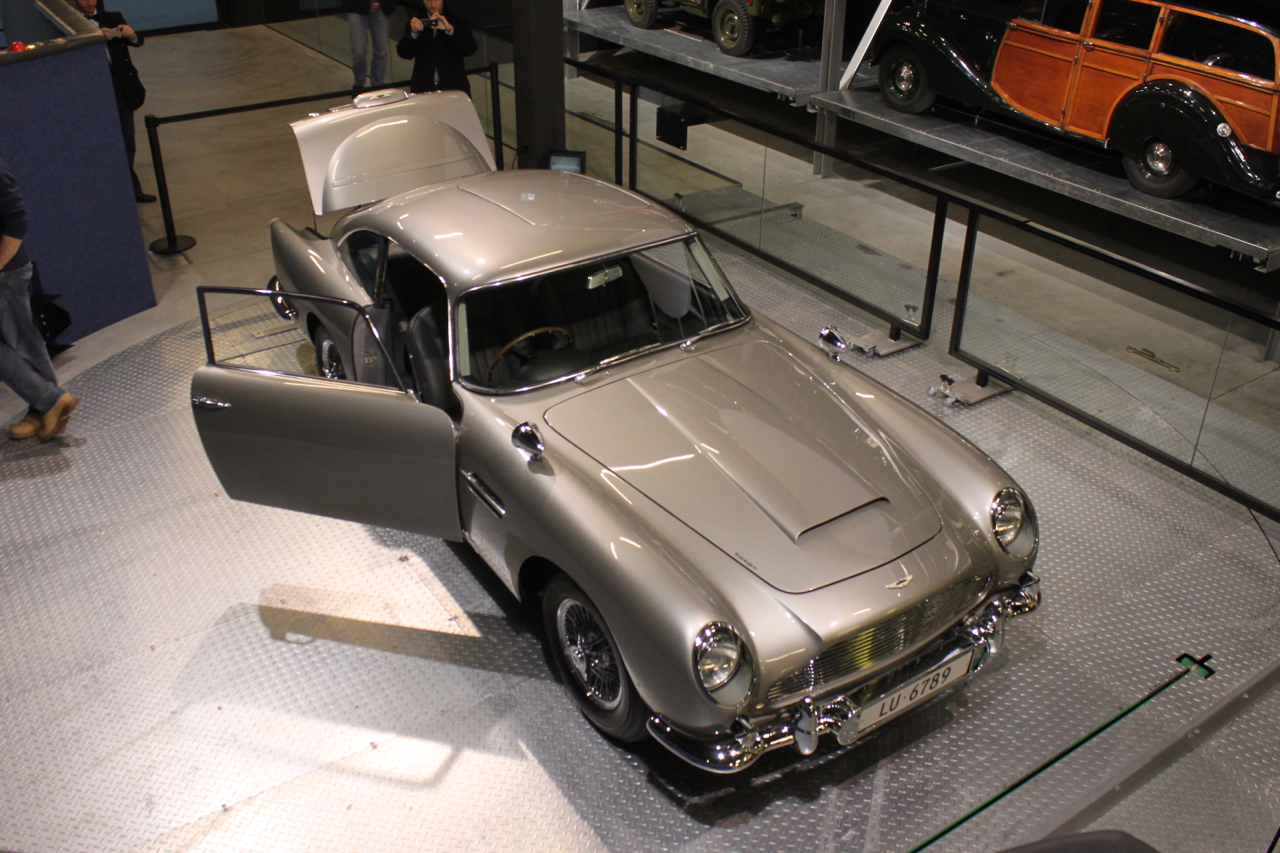
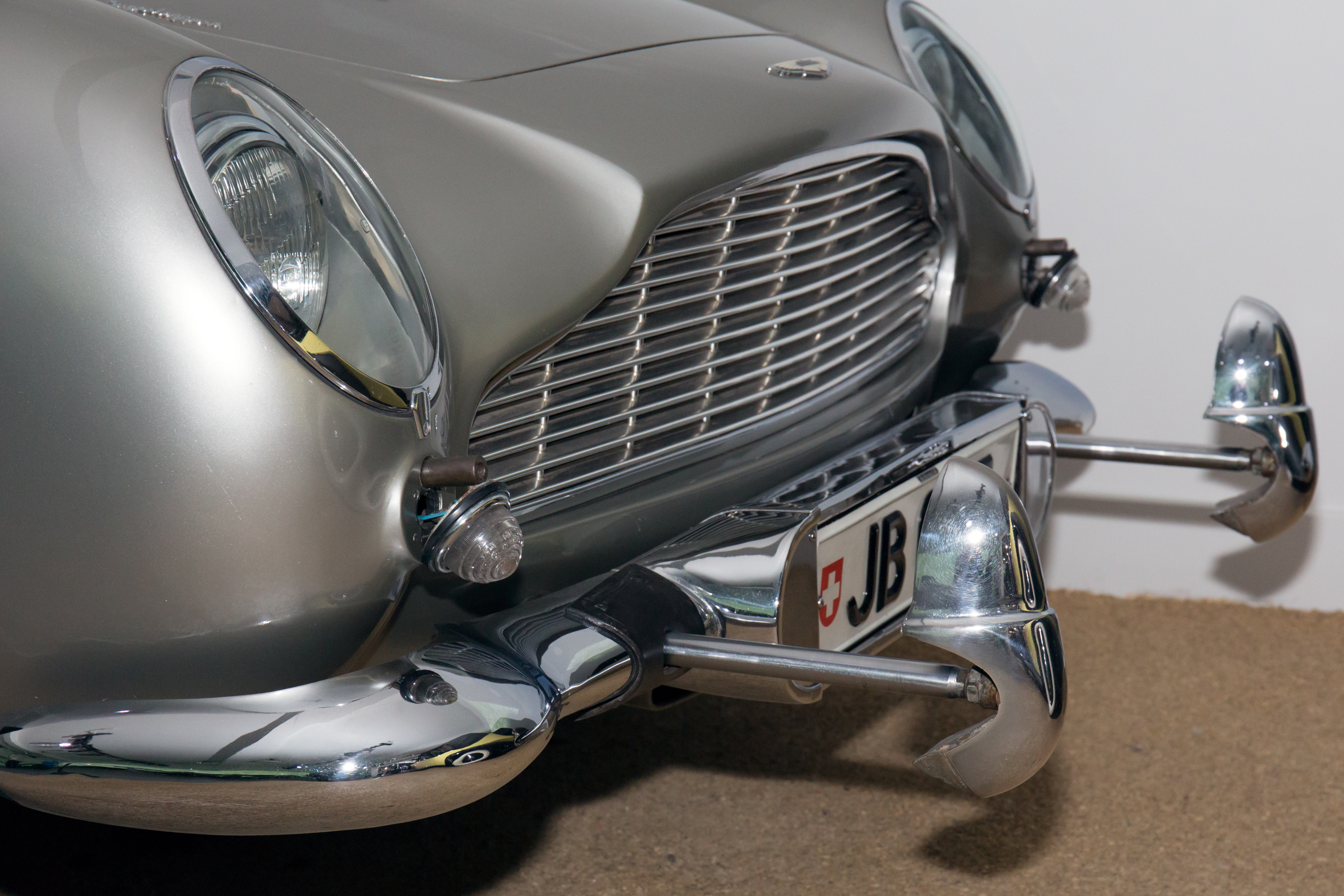

Elle est préparée et équipée par la section « Q » recherche et développement du MI6, avec de nombreuses options pour les missions de 007, dont : plaque d’immatriculation interchangeables escamotables (BMT 216A (UK), 4711-EA-62 (France), ou LU 6789 (Suisse)), double mitrailleuse Browning 1919 calibre .30-06 Springfield derrière les clignotants avant, éperons télescopiques dans les roues, jets d’huile ou de mur de fumée ou de chausse-trape à l'arrière, siège passager éjectable, vitres et bouclier amovible arrière pare-balles, radar, GPS, radiotéléphone, télécopieur, refroidisseur de champagne dans l'accoudoir.
Les trois exemplaires utilisés pour le film sont exposés selon les modèles, à la Foire internationale de New York 1964-1965, puis au London Film Museum du London County Hall de Covent Garden de Londres et au Musée Louwman de La Haye aux Pays-Bas. Un des modèles est vendu aux enchères en 2010 par Sotheby's à Londres pour 2,6 millions de livres (3,3 millions d'euros). En août 2019, Sotheby's confirme la vente de la voiture conduite par Sean Connery pour 6,4 millions de dollars (5,7 millions d’euros). La DB5 de 007 apparaît dans 8 films de James Bond : Goldfinger (1964), Opération Tonnerre (1965), GoldenEye (1995), Demain ne meurt jamais (1997), Casino Royale (2006), Skyfall (2012), 007 Spectre (2015), et Mourir peut attendre (2020).
Aston Martin annonce en 2018 son intention de construire vers 2020, 25 répliques de DB5 007 de collection pour un prix annoncé de 2,7 millions de livres l'unité. La production est effectivement lancée en mai 2020, à l’usine de Newport Pagnell. Chaque voiture demande 4 500 heures de travail. Les livraisons de ces voitures, non homologuées pour un usage routier, débuteront pendant la seconde moitié de 2020.

## Caractéristiques

### Technique et motorisation

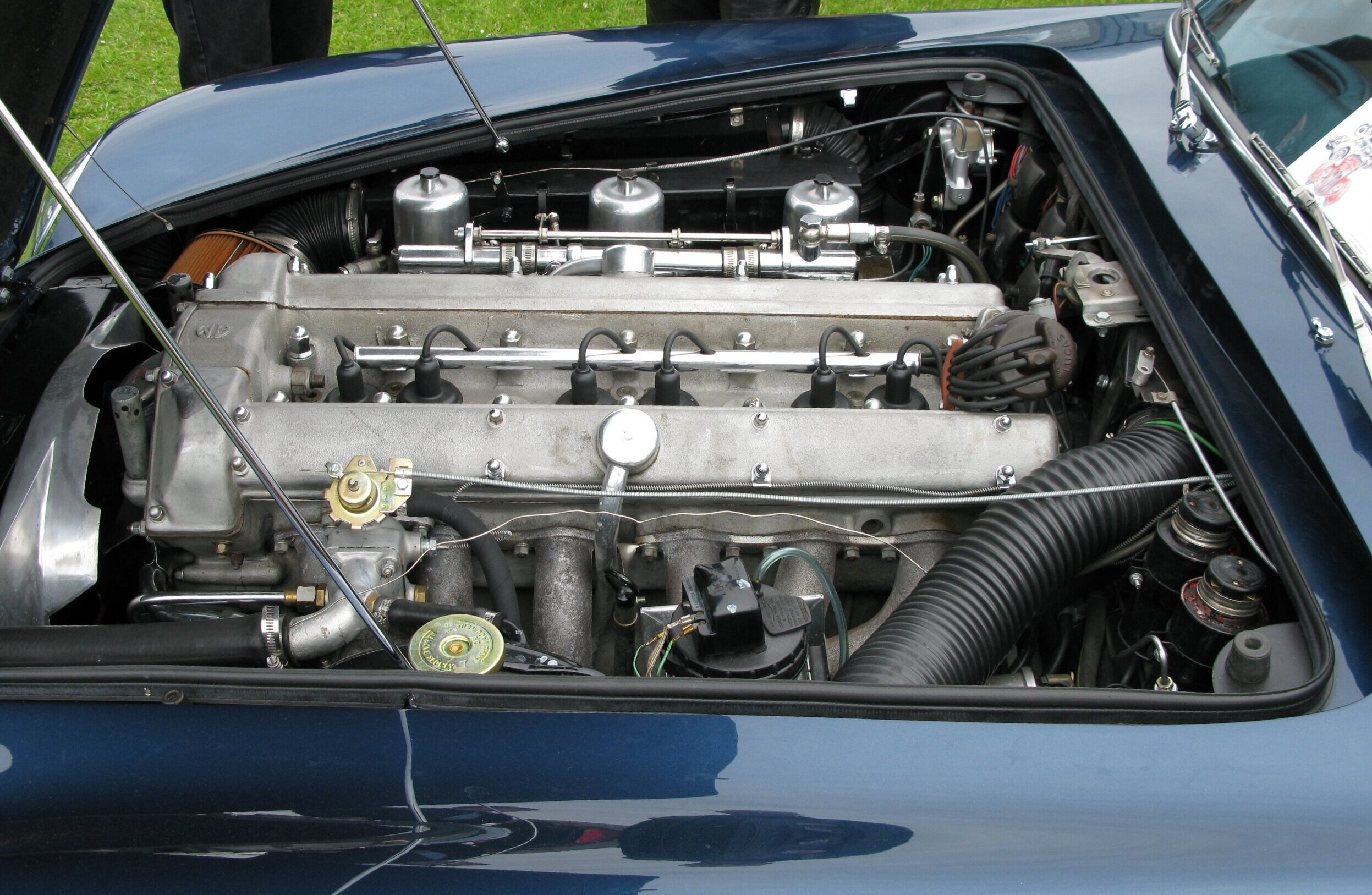
Moteur six cylindres de 286 ch d'Aston Martin DB5.

La carrosserie est fabriquée sous licence « Superleggera » dans les usines d'Aston Martin. La principale différence entre la DB4 et sa remplaçante la DB5 se situe au niveau du moteur. Ce dernier, un six-cylindres en ligne double arbre, est en effet porté à une cylindrée de 4 L contre les 3,7 L de la DB4, par réalésage (96 mm au lieu de 92). Cette nouvelle configuration moteur lui confère ainsi près de 282 ch à 5 500 tr/min pour être propulsée à une vitesse maximale de 230 km/h. Son couple atteint les 390 N m à 3 850 tr/min. La DB5 effectue ainsi le 0 à 100 km/h en 8,1 s.
La mécanique de la DB5 s'équipe d'une boîte de vitesses ZF à cinq rapports, qui remplace l'ancienne transmission « David Brown » à quatre vitesses. Il semble que cette nouvelle boîte soit bien plus avantageuse que la précédente. Une boîte automatique « Borg-Warner » à trois vitesses est également disponible.

### Design et carrosserie

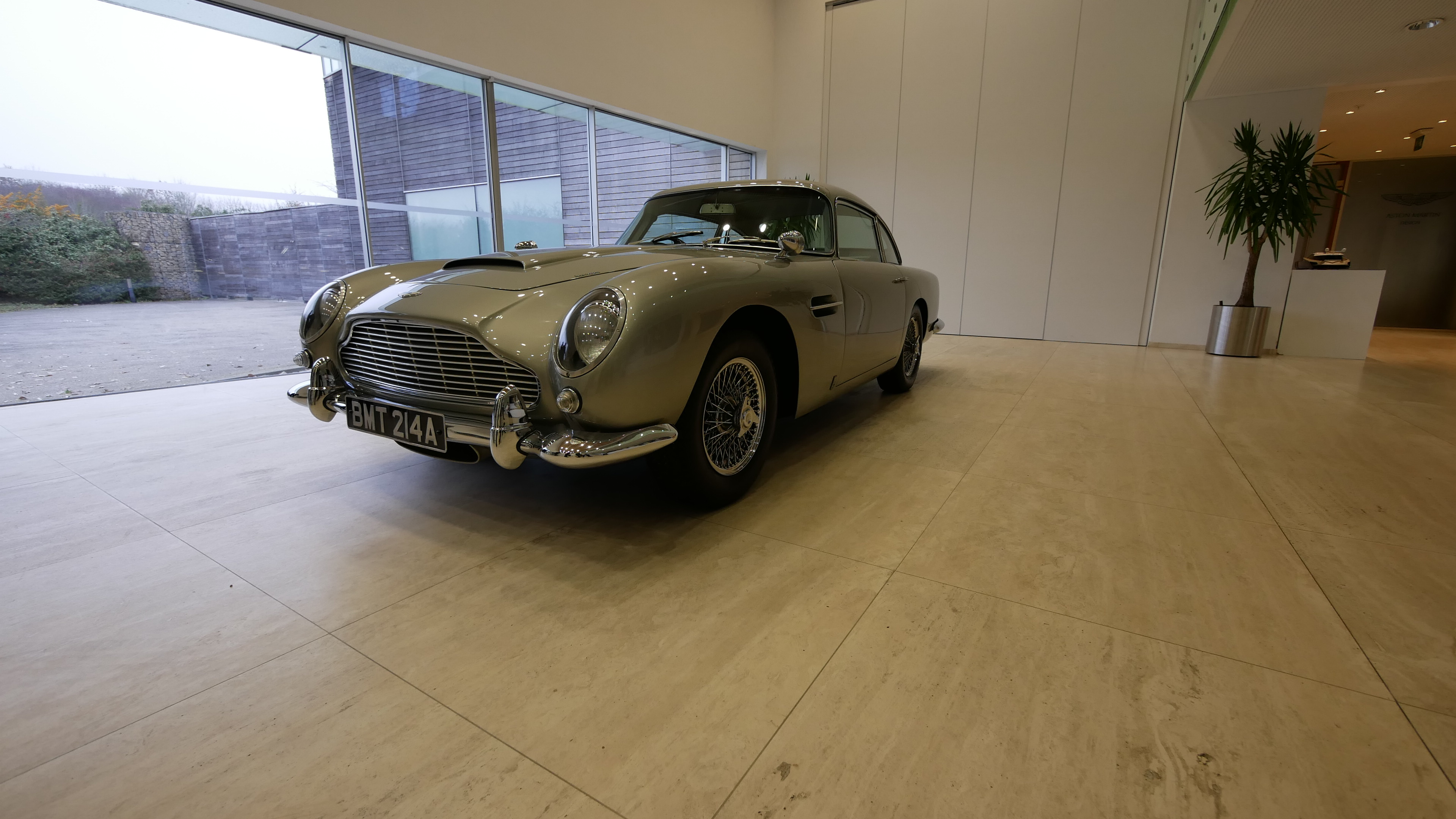
Aston Martin DB5 du film James Bond GoldenEye (1995) exposée au siège social Aston Martin de Gaydon en Angleterre.

La DB5 a marqué son époque en associant une robe élégante et une puissante mécanique un six-cylindres en ligne de 4 litres. Don Hayter esquisse la ligne générale de la voiture qui est revue par Frederico Formenti responsable de la mise en forme de la DB4 chez Carrozzeria Touring.
Proposée en coupé et cabriolet, la DB5 affiche les traits stylistiques des Aston Martin actuelles et passées, à savoir la flèche chromée sur les flancs avant, mais également la calandre en « T retourné ». Ce dernier trait est d'ailleurs le plus visible et caractéristique de la marque. Sa ligne n'est pas nouvelle, étant donné qu'elle reprend celle de la DB4 Vantage. Les globes des phares carénés, déjà présents sur les DB4 Vantage et GT, soulignent les formes galbées de l'automobile.
La DB5 étant quelque peu exiguë, David Brown décide de se construire un break personnel pour transporter ses équipements de chasse et ses chiens. Contre toute attente, les clients trouvent attirant le break si bien que pour répondre à la demande, Aston Martin confiera à la carrosserie « Harold Radford » la réalisation d’une série très limitée de DB5 break. En dehors de l’exemplaire de David Brown, douze breaks de chasse seront construits de 1965 à 1967, dont quatre à conduite à gauche pour l'exportation,.